# تپه شوناخالی
تپه شوناخالی مربوط به عصر آهن است و در شهرستان گرمی، بخش موران، دهستان اجارود شرقی، روستای پرمهر واقع شده و این اثر در تاریخ ۱۲ دی ۱۳۸۶ با شمارهٔ ثبت ۲۰۴۱۴ به‌عنوان یکی از آثار ملی ایران به ثبت رسیده است.